# Палмас Арбореа
Па̀лмас Арборѐа (на италиански: Palmas Arborea; на сардински: Pramas, Прамас) е село и община в Южна Италия, провинция Ористано, автономен регион и остров Сардиния. Разположено е на 4 m надморска височина. Населението на общината е 1484 души (към 2010 г.).